# Yrjö Väisälä

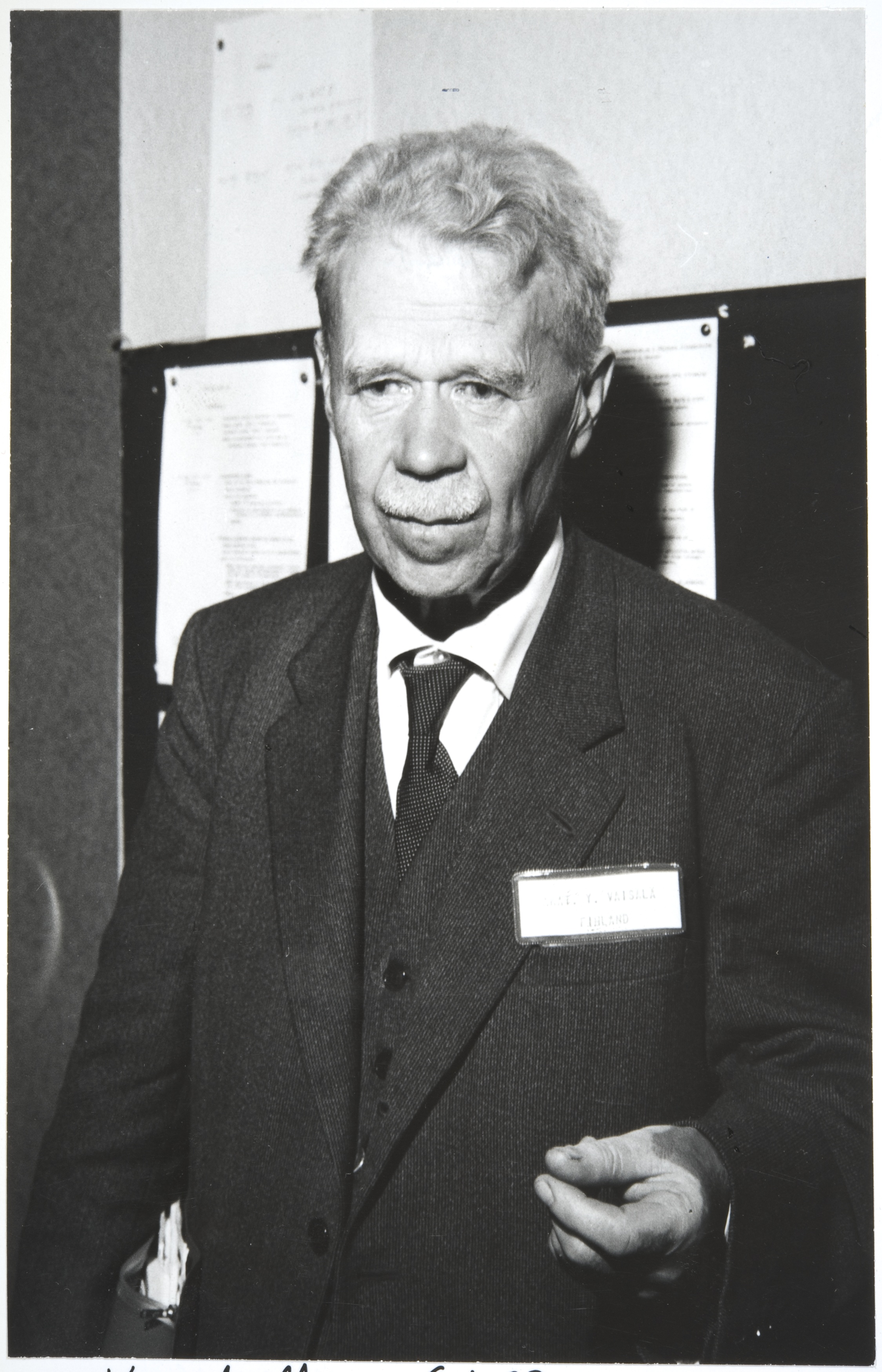
Yrjö Väisälä, ca. 1950

Yrjö Väisälä [ˈyrjœ ˈvæi̯sælæ]  (* 6. September 1891 in Kontiolahti, Großfürstentum Finnland; † 21. Juli 1971 in Rymättylä, Finnland) war ein finnischer Geodät, Astronom und Physiker.
Er wurde als siebentes von acht Kindern des Johannes Weisell, Angestellter eines Sägewerks in Utra (heute Teil von Joensuu), und der Emma Birgitta Jääskeläinen geboren. Der Vater starb bereits 1904, und die Mutter, die 1906 die finnische Schreibweise des Familiennamens annahm, zog die fünf noch minderjährigen Kinder allein auf. Trotzdem konnten die drei jüngsten, Vilho, Yrjö und Kalle, die Universität besuchen und eine akademische Laufbahn einschlagen. 
Väisälä erlangte 1922 seinen Doktorgrad und arbeitete während dieser Zeit als Geodät und Astronom bis 1925 am Geodätischen Institut der Universität Turku. Er beschäftigte sich hier mit der Triangulation und entwickelte das Konzept der Lichtinterferenz zur Längenmessung auf größeren Entfernungen. Nach ihm wurde der Väisälä-Interferenzkomparator zur Messung von Normalstrecken benannt. 1925 wurde er Professor für Physik.
In seiner weiteren Laufbahn verlagerte Yrjö Väisälä sein Tätigkeitsfeld zur Meteorologie und Astronomie. Er übertrug die Methode der Triangulation auf astronomische Objekte. Väisälä gehörte zu den Gründern des Astronomischen Observatoriums der Universität Turku im Jahre 1952 und war bis zu seinem Tode dessen Direktor.
Im Laufe seiner wissenschaftlichen Arbeit entdeckte er 128 Asteroiden und zwei Kometen. Der Mondkrater Väisälä wurde aufgrund seiner Verdienste nach ihm benannt, wie auch die Asteroiden (1573) Väisälä und (2804) Yrjö.

## Entdeckte Asteroiden
| (1391) Carelia    | (1398) Donnera        | (1405) Sibelius     | (1406) Komppa       | (1407) Lindelöf   |
| (1421) Esperanto  | (1424) Sundmania      | (1446) Sillanpää    | (1447) Utra         | (1448) Lindbladia |
| (1449) Virtanen   | (1450) Raimonda       | (1451) Granö        | (1453) Fennia       | (1454) Kalevala   |
| (1460) Haltia     | (1462) Zamenhof       | (1463) Nordenmarkia | (1471) Tornio       | (1472) Muonio     |
| (1473) Ounas      | (1477) Bonsdorffia    | (1478) Vihuri       | (1479) Inkeri       | (1480) Aunus      |
| (1483) Hakoila    | (1488) Aura           | (1492) Oppolzer     | (1494) Savo         | (1495) Helsinki   |
| (1496) Turku      | (1497) Tampere        | (1498) Lahti        | (1499) Pori         | (1500) Jyväskylä  |
| (1503) Kuopio     | (1518) Rovaniemi      | (1519) Kajaani      | (1520) Imatra       | (1521) Seinäjoki  |
| (1523) Pieksämäki | (1524) Joensuu        | (1525) Savonlinna   | (1526) Mikkeli      | (1527) Malmquista |
| (1529) Oterma     | (1530) Rantaseppä     | (1532) Inari        | (1533) Saimaa       | (1534) Näsi       |
| (1535) Päijänne   | (1536) Pielinen       | (1541) Estonia      | (1542) Schalén      | (1548) Palomaa    |
| (1549) Mikko      | (1551) Argelander     | (1552) Bessel       | (1567) Alikoski     | (1631) Kopff      |
| (1646) Rosseland  | (1656) Suomi          | (1659) Punkaharju   | (1677) Tycho Brahe  | (1678) Hveen      |
| (1696) Nurmela    | (1699) Honkasalo      | (1723) Klemola      | (1740) Paavo Nurmi  | (1757) Porvoo     |
| (1883) Rimito     | (1928) Summa          | (1929) Kollaa       | (1947) Iso-Heikkilä | (2020) Ukko       |
| (2067) Aksnes     | (2091) Sampo          | (2096) Väinö        | (2194) Arpola       | (2204) Lyyli      |
| (2243) Lönnrot    | (2258) Viipuri        | (2292) Seili        | (2299) Hanko        | (2333) Porthan    |
| (2379) Heiskanen  | (2397) Lappajärvi     | (2454) Olaus Magnus | (2464) Nordenskiöld | (2479) Sodankylä  |
| (2486) Metsähovi  | (2502) Nummela        | (2512) Tavastia     | (2535) Hämeenlinna  | (2638) Gadolin    |
| (2639) Planman    | (2678) Aavasaksa      | (2679) Kittisvaara  | (2690) Ristiina     | (2715) Mielikki   |
| (2716) Tuulikki   | (2733) Hamina         | (2737) Kotka        | (2750) Loviisa      | (2802) Weisell    |
| (2820) Iisalmi    | (2826) Ahti           | (2885) Palva        | (2898) Neuvo        | (2962) Otto       |
| (2972) Niilo      | (3037) Alku           | (3099) Hergenrother | (3166) Klondike     | (3212) Agricola   |
| (3223) Forsius    | (3272) Tillandz       | (3281) Maupertuis   | (3522) Becker       | (3606) Pohjola    |
| (3897) Louhi      | (4181) Kivi           | (4266) Waltari      | (4512) Sinuhe       | (5073) Junttura   |
| (5153) Gierasch   | (6073) Tähtiseuraursa | (6572) Carson       |                     |                   |

## Schriften (Auswahl)
- Die Anwendung der Lichtinterferenz zu Längenmessungen auf grösseren Distanzen, Akad. Buchhandlung, Helsinki 1923
- Anwendung der Lichtinterferenz bei Basismessungen, Valtineuv. Kirjap, Helsinki 1930
- Bemerkungen zur Methode der Basismessung mit Hilfe der Lichtinterferenz, Akad. Buchhandlung, Helsinki 1955
- mit Liisi Oterma: Anwendung der astronomischen Triangulationsmethode, Suomen geodeettisen Laitos, Helsinki 1960